# WASP-11/HAT-P-10
WASP-11/HAT-P-10 là một hệ sao đôi nằm cách Trái Đất là 438 năm ánh sáng thuộc nằm trong chòm sao Bạch Dương với ngôi sao với khối lượng (WASP-11A) ít nhất gấp 0.77 lần và khối lượng (WASP-11B) ít nhất gấp 0.34 lần khối lượng Mặt Trời. Ngôi sao chính có loại quang phổ là K.

## Ngôi sao quay quanh hành tinh
WASP-11b/HAT-P-10b là một ngoại hành tinh quay quanh ngôi sao chính được phát hiện vào tháng 4 năm 2009, với khối lượng ít nhất gấp 3 lần Khối lượng Sao Mộc, khoảng cách từ ngôi sao đến hành tinh là 0.09 AU gần hơn khoảng cách từ Mặt Trời đến Thủy Tinh là 0.4 AU. Chu kỳ tự quay mất 4 ngày nhanh hơn quỹ đạo của Sao Thủy phải mất 88 ngày.